# Brünighausen
Koordinaten: 52° 0′ N, 9° 47′ O
Brünighausen ist ein Weiler mit vier Häusern (und Nebengebäuden) innerhalb der Stadt Alfeld im Landkreis Hildesheim, Niedersachsen. Seit 1849 sind die Häuser Brünighausens zwischen Brunkensen und Limmer (heute beides Ortsteile von Alfeld) aufgeteilt.
Brünighausen liegt zwischen Godenau und Brunkensen an der Kreisstraße 407.

## Sagen
Es gibt eine lokale Legende, die Folgendes besagt:
Eines Tages war eine Müllerin am Wassermühlengraben.
Plötzlich kam ein Wichtel und hat der Müllerin einen Goldklumpen in die Hand gedrückt.
Der Wicht hat gesagt, sie solle den Klumpen Gold sicher verstecken.
Als der Wichtel weg war, hat die Müllerin den Klumpen in den Wassermühlengraben geworfen, und bis heute ist er nie gefunden worden.
Je nach Überlieferung variiert die Sage zwischen Gold- und Silberklumpen sowie zwischen einer Wasser- und einer Windmühle.